# Sikorsky S-69
Sikorsky S-69 (oznaczenie wojskowe XH-59) – amerykański śmigłowiec doświadczalny służący do przetestowania w praktyce nowego układu napędowego stworzonego w ramach tzw. koncepcji nacierających łopat/koncepcja łopaty nacierającej (Advancing Blade Concept – ABC).

## Historia

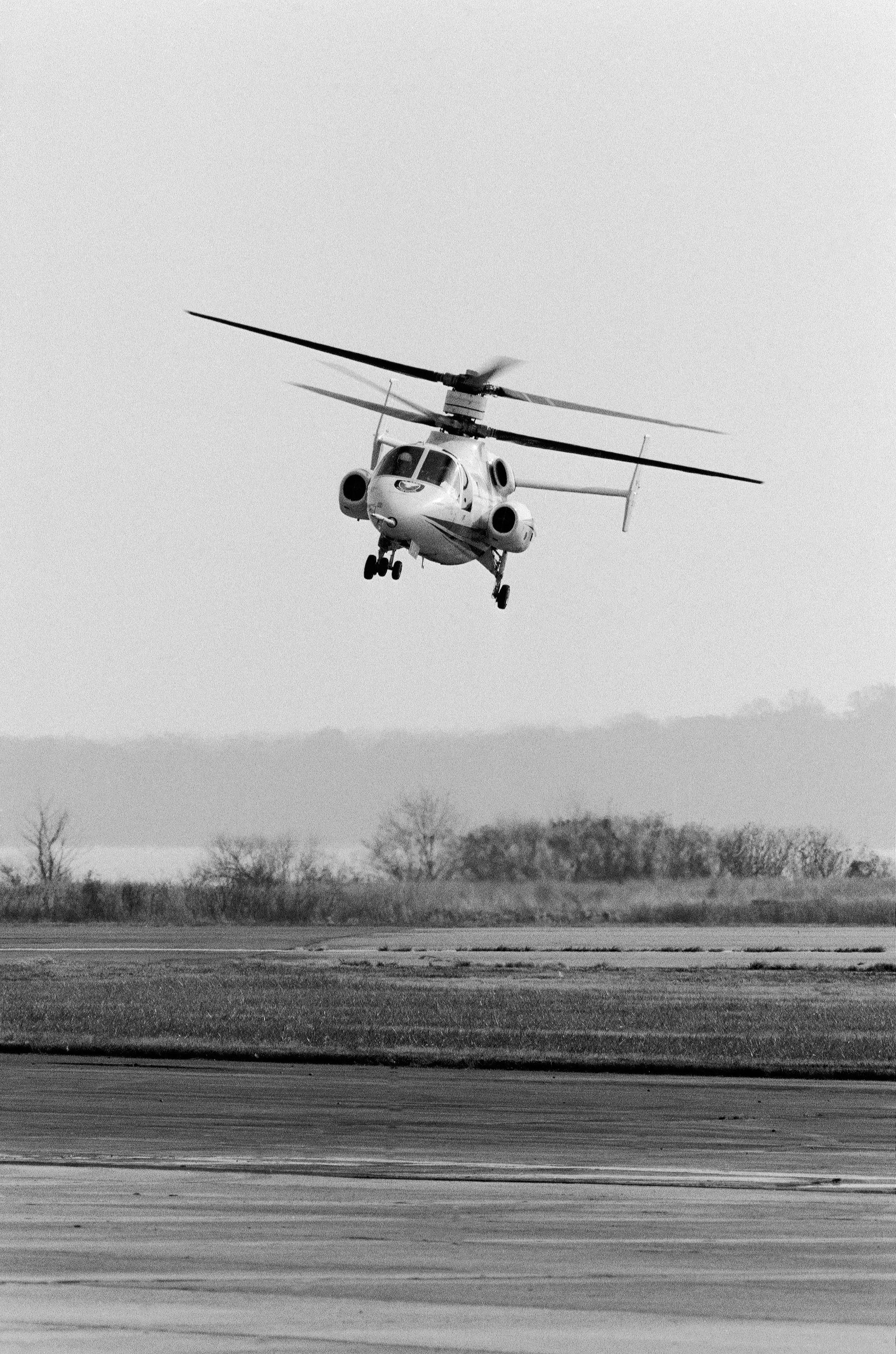
Sikorsky S-69 podczas lotu

W 1964 roku Sikorsky rozpoczął prace nad technologią nowego napędu, który wykorzystywać miał koncepcję tzw. nacierających łopat (Advancing Blade Concept - ABC). Głównymi elementami ograniczającymi maksymalną prędkość lotu śmigłowców z klasycznym napędem do wartości rzędu 300 – 350 km/h jest wytrzymałość łopat wirnika i elementów mocujących ich do głowicy wirnika, które narażone są na działania potężnych sił odśrodkowych powstałych w wyniku ruchu obrotowego oraz zjawisko gwałtownego spadku siły ciągu wirnika i wzrostu oporu, do jakiego dochodzi po osiągnięciu dużej prędkości lotu. W klasycznym układzie wirnikowym, wirnik główny jest elementem tworzącym siłę nośną, ale również ją niwelującym. Gdy maszyna zwiększa prędkość końcówki łopat nacierających mogą osiągnąć i przekroczyć tak zwaną krytyczną liczbę Macha, a na końcówkach łopat powracających wzrasta ich kąt natarcia, co w konsekwencji może doprowadzić do ich przeciągnięcia i spadku siły nośnej. W projekcie ABC zastosowano dwa współosiowe wirniki przeciwbieżne ze sztywnymi głowicami. Za wytworzenie siły nośnej odpowiedzialne były w głównej mierze łopaty nacierające obydwu wirników. W celu uniknięcie ryzyka przeciągnięcia łopat powracających ustawiano je na mały (zerowy) kąt natarcia. Korzyścią wynikającą z zastosowania dwuwirnikowego układu była możliwość zmniejszenia średnicy ich tarcz, umożliwiło to zwiększenie ich prędkości obrotowej bez ryzyka przekroczenia krytycznej liczby Macha na łopatach nacierających. Zastosowanie sztywnych głowic upraszało ich konstrukcję oraz umożliwiło zmniejszenie odległości pomiędzy obydwoma wirnikami. Doświadczalny, dwuwirnikowy układ ABC o średnicy 12,19 m został przebadany w tunelu aerodynamicznym NASA Ames Research Center w Kalifornii. Pozytywny wynik prób skłonił United States Army do zlecenia w 1971 roku firmie Sikorsky budowy dwóch latających demonstratorów nowej technologii. Prototypowe maszyny otrzymały oznaczenie wojskowe XH-59A i oznaczenie producenta S-69. Pierwszy z prototypów o numerze seryjnym 73-21941 wzniósł się do swojego pierwszego lotu 27 lipca 1973 roku, ale już miesiąc później maszyna uległa katastrofie. W fazie przechodzenia z zawisu do lotu poziomego śmigłowiec niebezpiecznie zadarł nos do góry, w celu wyrównania lotu piloci zmniejszyli obroty silnika. W tym momencie śmigłowiec zahaczył ogonem o ziemie, spadł i przewrócił się na bok. Uszkodzony prototyp ze zniszczonym wirnikiem głównym w późniejszym okresie wykorzystano do badań w tunelu aerodynamicznym. 21 lipca 1975 roku oblatano drugi prototyp (s/n 73-21942). Do pierwszej fazy testów maszynę skonfigurowano w klasycznym układzie śmigłowcowym. Podczas lotów osiągnięto maksymalną prędkość w locie poziomym 289 km/h, a w płytkim locie nurkowym 344,5 km/h. W marcu 1977 roku, po obydwu stronach kadłuba zamontowano silnki odrzutowe Pratt & Whitney J60-P-3A o maksymalnym ciągu 13,35 kN każdy. W kwietniu 1978 roku rozpoczęto loty z użyciem dodatkowych silników. W trakcie używania silników odrzutowych, redukowano prędkość obrotową wirników głównych z 345 do 239 obr./min. W nowej konfiguracji w locie poziomym śmigłowiec osiągnął prędkość maksymalną 441 km/h a w płytkim locie nurkowym 487 km/h. Na tym etapie prób do badań przyłączyły się również United States Navy i United States Air Force. Próby zakończono w styczniu 1981 roku, osiągając zamierzone rezultaty i sprawdzając w praktyce układ ABC. Nie udało się jedynie rozwiązać problemu dużego poziomu drgań wirnika głównego przenoszonych na kadłub. Uznano również, że dwa oddzielne napędy, wirników głównych i silników odrzutowych niepotrzebnie komplikują całą konstrukcję. W 1982 roku Sikorsky zaproponował budowę śmigłowca XH-59B, w którym rozwiązano by obydwa problemy poprzez modyfikację konstrukcji wirnika i zwiększenie liczby łopat w celu eliminacji drgań i zastosowanie jednego typu napędu, dwóch silników turbinowych General Electric T700-GE-700 o mocy 1600 KM. Jednostki napędzały by wirnik główny oraz obudowane śmigło pchające o średnicy 1,98 m umieszczone na końcu kadłuba. W dalszej perspektywie planowane były maszyny zwiadowcze, szturmowe i transportowe. Brak chętnych do finansowania projektu anulował dalszy rozwój. Pomimo braku kontynuacji programu w ramach projektu XH-59B, producent nie zaprzestał dalszych prac. Do koncepcji ABC powrócono w pierwszej dekadzie XXI wieku pracując nad śmigłowcem będącym kontynuacją układu konstrukcyjnego zastosowanego w maszynie S-69. Efektem prowadzonych prac jest maszyna X2, którego program budowy wytwórnia Sikorski ogłosiła w czerwcu 2005 roku.

## Konstrukcja
Maszyna napędzana była silnikiem turbinowym Pratt & Whitney Canada PT6T-3 Turbo Twin Pac będącym w istocie układem dwóch silników PT6A połączonych wspólną przekładnią o mocy maksymalnej 1726 KM ale zdławionej do 1500 KM. Kadłub o okrągłym przekroju o średnicy 1,85 m zakończony usterzeniem w kształcie litery H, ze statecznikiem poziomym o rozpiętości 4,72 m. Na obydwu końcach statecznika poziomego umieszczone były stateczniki pionowe. Podwozie chowane, trójzespołowe z przednim podparciem, przednia goleń ze zdwojonym kołem. Załoga składała się z dwóch pilotów siedzących obok siebie.